# LEDY JOE
LEDY JOE（レディー・ジョー）は、日本のロックバンドである。2010年9月29日に1st Album「clockworked lemon」がリリースされ、全国デビューを果たす。デビュー当時メンバー全員が中学生であったことで知られる。プロデューサーは元BLANKEY JET CITYの浅井健一。メンバーの進学などにより、2013年3月1日のライブをもって解散した。

## メンバー
- 鴻池ハルカ（ボーカル、ギター）
- 横山航大（ベース）
- 近藤宏樹（ドラムス）

## 作品

### アルバム
- clockworked lemon（2010）
- Innocent Sleep（2011）

### EP
- VELOCITY（2012）